# Тона (Колумбия)
Тона (исп. Tona) — город и муниципалитет в северо-восточной части Колумбии, на территории департамента Сантандер. Входит в состав провинции Метрополитана.

## История
Поселение, из которого позднее вырос город, было основано Хуаном Родригесом Суаресом 25 февраля 1550 года. Муниципалитет Тона был выделен в отдельную административную единицу в 1807 году.

## Географическое положение

Муниципалитет Тона

Город расположен в северо-восточной части департамента, в горной местности Восточной Кордильеры, на расстоянии приблизительно 16 километров к северо-востоку от города Букараманги, административного центра департамента. Абсолютная высота — 1893 метра над уровнем моря.
Муниципалитет Тона граничит на севере и северо-западе с территорией муниципалитета Чарта, на западе— с муниципалитетом Букараманга, на юго-западе — с муниципалитетом Флоридабланка, на юге — с муниципалитетом Пьедекуэста, на юго-востоке — с муниципалитетом Санта-Барбара, на востоке — с территорией департамента Северный Сантандер. Площадь муниципалитета составляет 342 км².

## Население
По данным Национального административного департамента статистики Колумбии, совокупная численность населения города и муниципалитета в 2015 году составляла 7085 человек.
Динамика численности населения муниципалитета по годам:
| 2005 | 2006 | 2007 | 2008 | 2009 | 2010 | 2011 | 2012 | 2013 | 2014 | 2015 |
| ---- | ---- | ---- | ---- | ---- | ---- | ---- | ---- | ---- | ---- | ---- |
| 6690 | 6706 | 6755 | 6799 | 6836 | 6885 | 6926 | 6962 | 7001 | 7046 | 7085 |

Согласно данным переписи 2005 года мужчины составляли 53,3 % от населения Тоны, женщины — соответственно 46,7 %. В расовом отношении белые и метисы составляли 99,8 % от населения города; индейцы — 0,2 %.
Уровень грамотности среди всего населения составлял 86,3 %.

## Экономика
Основу экономики Тоны составляет сельское хозяйство.
53,2 % от общего числа городских и муниципальных предприятий составляют предприятия торговой сферы, 34,6 % — предприятия сферы обслуживания, 12,2 % — промышленные предприятия.